# Johann Wilhelm Jankowski
Johann Wilhelm Jankowski (auch Friedrich Wilhelm Jankowski, auch Jankowsky; † nach 1876) war ein Vedutenmaler böhmisch-österreichischer Abstammung.

## Werk
In den kunsthistorischen Nachschlagewerken gibt es über ihn sehr wenig glaubwürdige Angaben. Im Heinrich Fuchs’ Werk steht „Tätig in Österreich und Böhmen um 1825 bis 1861“, was auf ein Geburtsdatum um 1800 deutet. Das Bild Canale Grande dal Ponte di Ferro Venezia ist mit „J.W. Jankowsky, a1824“ signiert, das Gemälde Stift Melk „F.W. Jankowsky 1860“ mit signiert und datiert.
Jankowski schuf dutzende Vedutenbilder, meistens mit einer Wasserfläche im Zentrum oder Vordergrund des Bildes. Im Falle einiger Bilder handelt sich wohl um Fantasielandschaften.

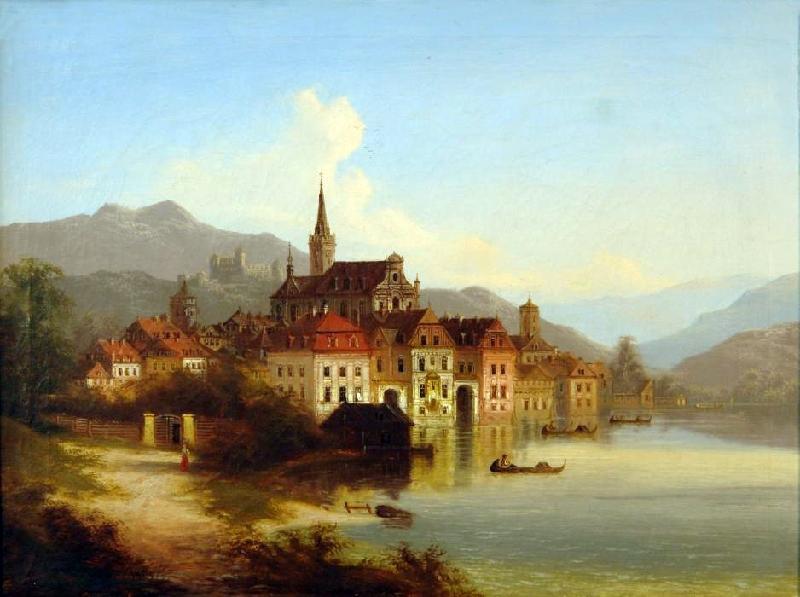
Idyllische Stadt
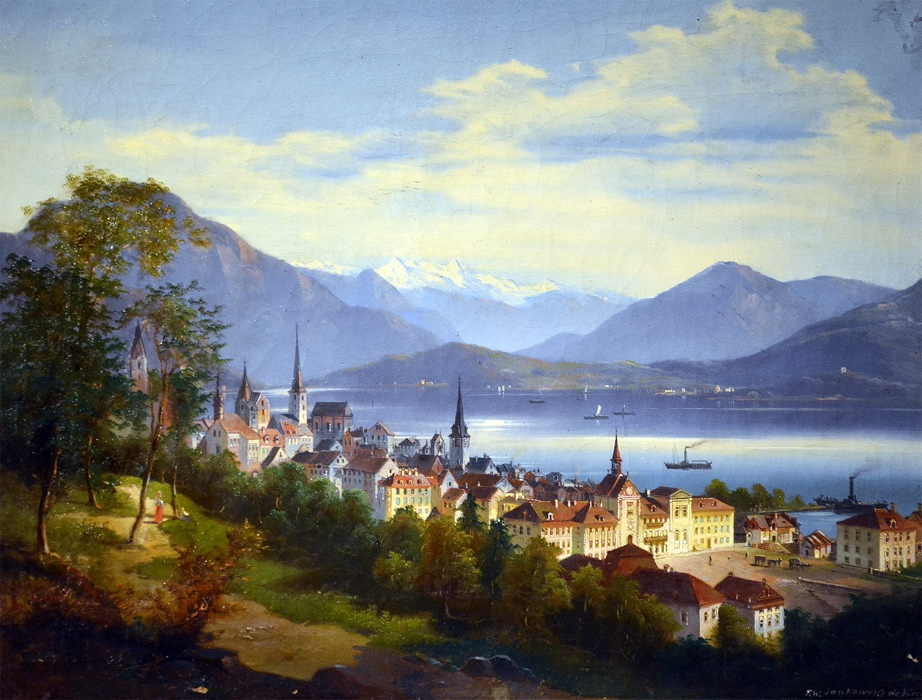
Zug am Zugersee
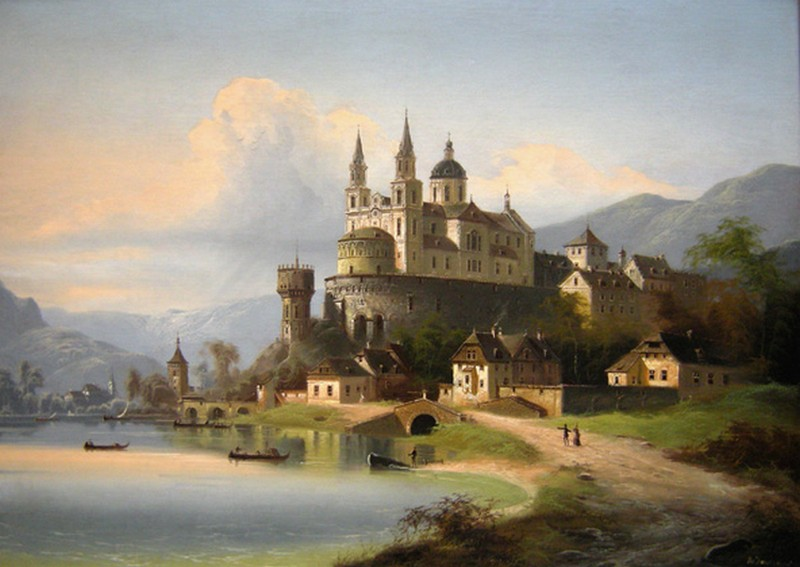
Fantastische Landschaft
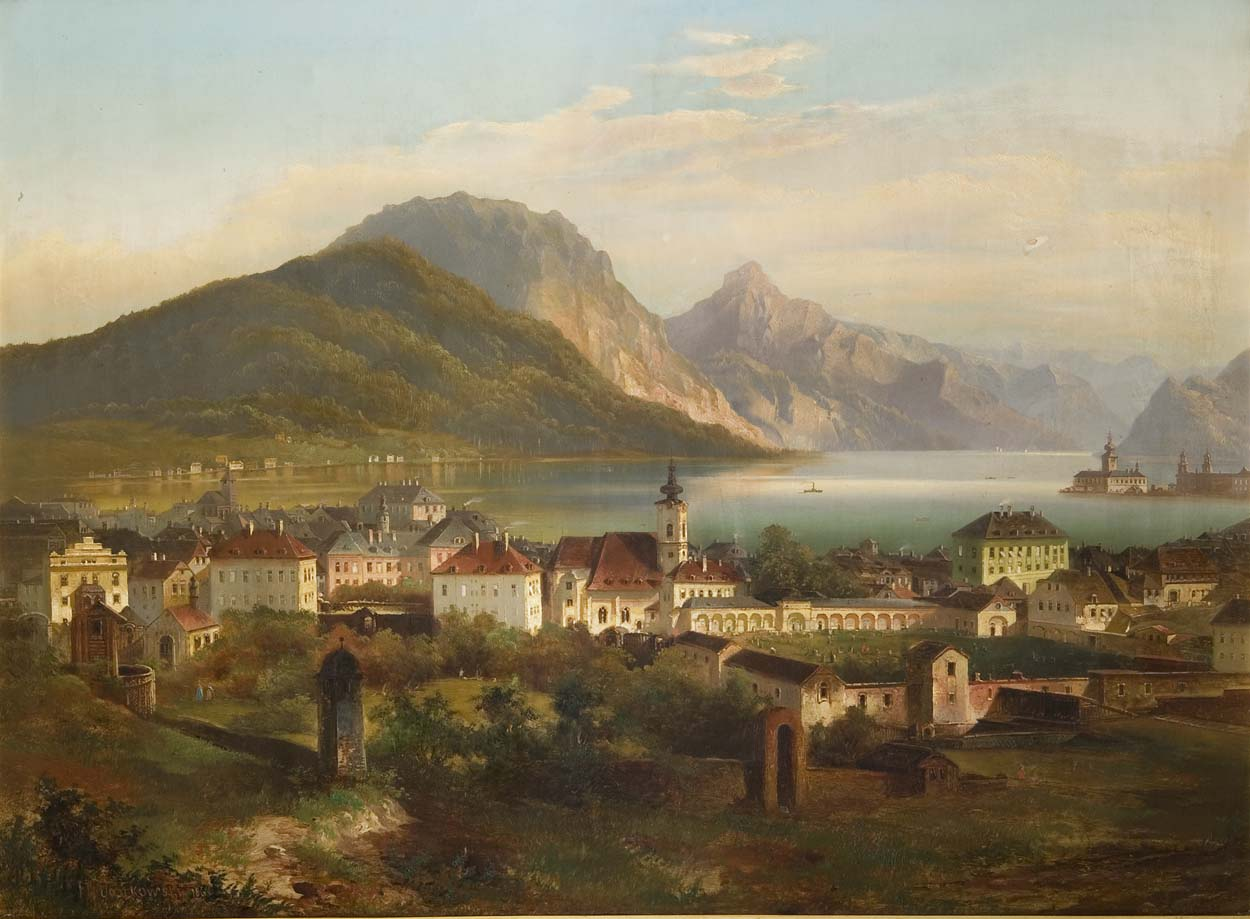
Landschaft
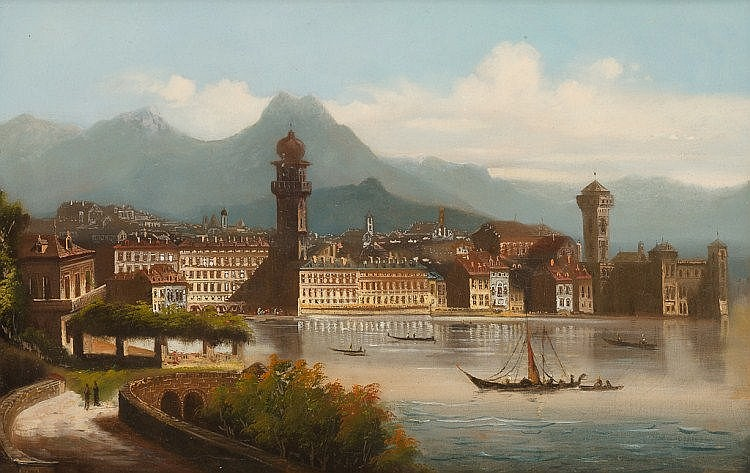
Riva am Gardasee
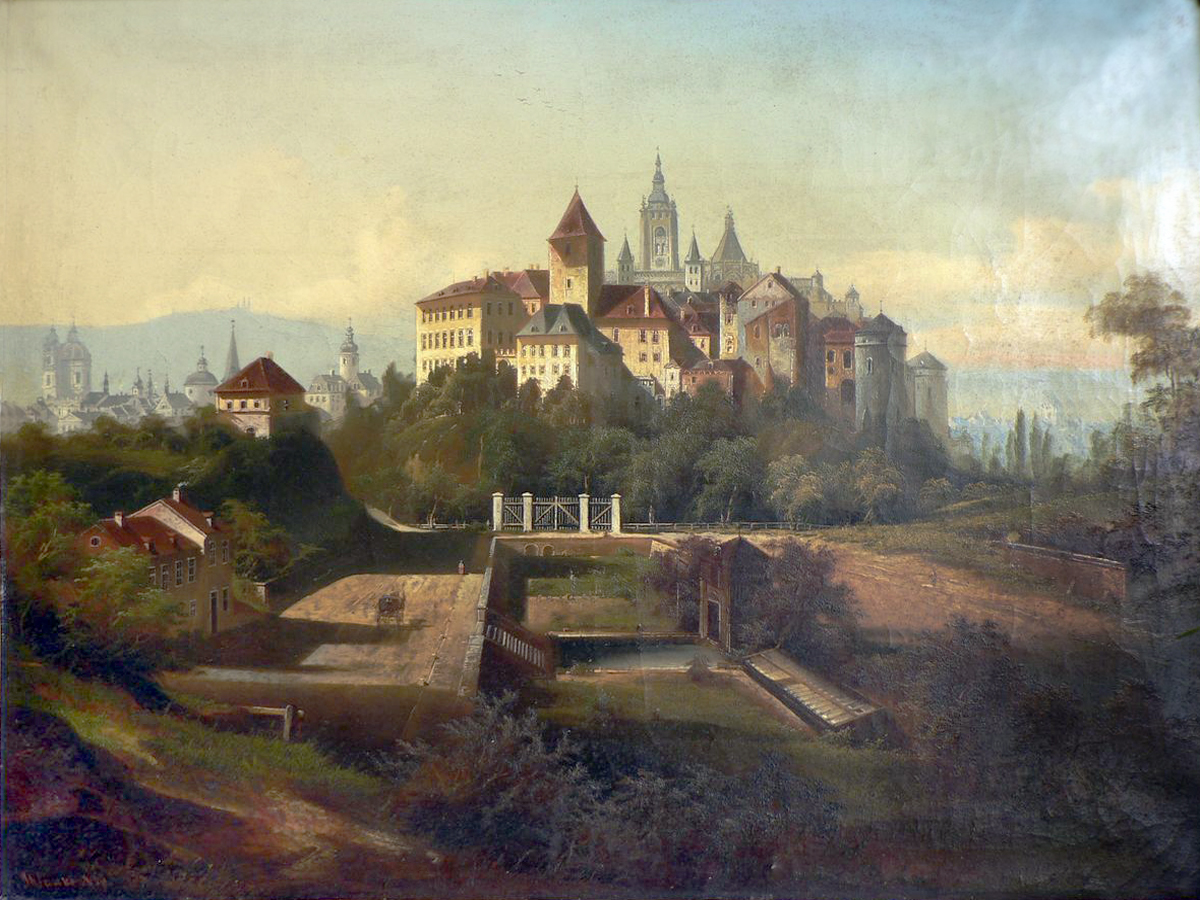
Prager Burg